# Tisbe varians
Tisbe varians är en kräftdjursart som beskrevs av T. Scott 1914. Tisbe varians ingår i släktet Tisbe och familjen Tisbidae. Inga underarter finns listade i Catalogue of Life.